# Lingerie Bowl
A Lingerie Bowl é um evento anual exibido durante o intervalo do Super Bowl via pay-per-view, que apresenta um jogo de futebol americano de contato pleno com atletas femininas jogando tackle football 7x7. A Lingerie Bowl I foi transmitida durante o Super Bowl XXXVIII em 2004 com a Equipe Euphoria perdendo pra Equipe Dream por 6-0. As jogadoras usam capacetes, ombreiras, cotoveleiras, joelheiras, ligas, sutiãns e calcinhas. As Lingerie Bowls II (2005) e III (2006) foram jogadas. Lingerie Bowl IV (2007), Lingerie Bowl V (2008) e Lingerie Bowl VI (2009) foram canceladas.
O especial de intervalo também incluiu celebridades, cantores nacionais e ex-jogadores da NFL, como Jenny McCarthy, Dennis Rodman, Chingy, Eric Dickerson, Lawrence Taylor, Cindy Margolis e Jim McMahon. As Lingerie Bowls anteriores ocorreram no Los Angeles Memorial Coliseum arrastando milhares de fãs. Dentre os marqueteiros anteriores estão Daimler/Chrysler, Miller Brewing, Universal Pictures, Vivendi Games, Dodge e Oakley.
A produtora Horizon Productions expandiu o conceito em uma liga de dez equipes chamada Lingerie Football League (LFL), cuja primeira temporada foi jogada entre Setembro de 2009 e Janeiro de 2010.

## Eventos passados

### Lingerie Bowl I
Equipe Dream 6-0 Equipe Euphoria

### Lingerie Bowl II
Los Angeles Temptation venceu New York Euphoria

### Lingerie Bowl III
New York Euphoria 13-12 Los Angeles Temptation

### Lingerie Bowl IV
Evento Cancelado

### Lingerie Bowl V
Evento Cancelado

### Lingerie Bowl VI
Lingerie Bowl VI, entre Miami Caliente e Tampa Breeze, estava agendado paa 31 de Janeiro de 2009, a ser jogado no Caliente Resorts, um resort nudista em Pasco County, Florida, mas foi cancelado devido a preocupações com nudistas que assistiriam o jogo, que estaria sendo transmitido pela TV

### Lingerie Bowl VII
Lingerie Bowl VII apresentou as equipes vencedoras das Conferências Oeste e Leste da LFL em uma partida jogada em 06 de Fevereiro de 2010 no Seminole Hard Rock Hotel and Casino em Hollywood, Florida. A intenção era transmitir o jogo simultaneamente ao halftime show do Super Bowl XLIVem Miami Gardens, Florida, em 07 de Fevereiro de 2010. Los Angeles Temptation da Conferência Oeste derrotou Chicago Bliss da Conferência Leste por um placar de 27-14. Problemas com o servidor e uma "demanda impressionante da internet" não permitiram que os fãs pudessem assistir o jogo via streaming por mais de uma hora após a conclusão do Super Bowl.

### Lingerie Bowl VIII
Lingerie Bowl VIII apresentou a então equipe campeã Los Angeles Temptation, vencedora da Conferência Oeste, contra a equipe vencedora da Conferência Leste, Philadelphia Passion. O Temptation derrotou o Passion, 26-25, no Thomas & Mack Center em Las Vegas, Nevada. Aproximadamente 3000 fãs compareceram ao jogo. O jogo retornou ao formato pay-per-view tradicional ao invés da transmissão falha via internet do ano anterior.

### Lingerie Bowl IX
A Orleans Arena foi escolhida como palco para a Lingerie Bowl IX, jogada em 05 de Fevereiro de 2012.  O horário do jogo foi alterado para antes do Super Bowl, ao invés do intervalo, para permitir que um jogo completo pudesse ser jogado, ao invés dos jogos "abreviados" dos anos anteriores; além disso, o jogo foi transmitido pela MTV2 ao invés do pay-per-view.

### Lingerie Bowl X
A décima edição da Lingerie Bowl (e, aparentemente, todos os eventos futuros) não ocorrerá no domingo do Super Bowl; a LFL alterou a competição para a primavera, e a mesma não começará antes de Abril.

## Ligações Externas
- Lingerie Football League and Lingerie Bowl's Official Website